# 1,3,5-三乙基苯
1,3,5-三乙基苯是一种有机化合物，化学式为C12H18。

## 制备
1,3,5-三乙基苯可由苯和溴乙烷在三氯化铝存在下的付克烷基化反应制备。

## 性质
1,3,5-三乙基苯是可燃但较难点燃的无色液体，难溶于水，折射率为1.495。

## 安全事项
1,3,5-三乙基苯蒸气和空气的混合物（闪点76 °C）可以产生爆炸。